# Nichita Stănescu
Nichita Stănescu (ur. 31 marca 1933 r. w Ploeszti, zm. 13 grudnia 1983 r. w Bukareszcie) – rumuński poeta i eseista.
Uznawany jest, zarówno w swym rodzinnym kraju jak i poza jego granicami, za jednego najważniejszych poetów rumuńskich. Jego twórczość była ceniona zarówno przez krytyków literackich jak i przez czytelników. Jego lirykę cechuje refleksyjność, intelektualizm i nowatorstwo językowe.
W rodzinnym, przemysłowym Ploeszti mieszkał aż podjęcia studiów na wydziale Filologii Rumuńskiej w Bukareszcie. Zadebiutował w magazynie literackim Tribuna i do końca swej kariery drukował swoje wiersze w prasie (był również edytorem) w: Gazeta Literară, România Literară i Luceafărul. W tym czasie wydał również 20 tomików poezji.
Przekładał na język rumuński poezję serbską.